# Kostel svatého Mikuláše (Suchdol nad Lužnicí)
Kostel svatého Mikuláše v Suchdole nad Lužnicí se nachází na náměstí T. G. Masaryka poblíž radnice. Město vzniklo na samých hranicích Čech a Rakouska, proto je kostel postaven v místech, kde se na významnou obchodní cestu z Třeboně do rakouských měst Weitra a Schrems napojuje komunikace z Trhových Svinů a Borovan. Dochované prameny uvádí, že byl kostel založen roku 1363 poté, co byl Suchdol koupen Rožmberky, ale už několik let předtím tu podle Johanna Trajera musela být kaple nebo jiný náboženský prostor, protože kronika vypráví o obecním lese, který nejspíše připadal Suchdolu. Kostel byl založen bratry Rosenbergy – Peterem, Joštem, Ulrichem a Johannem.

## Pojmenování
Původně byl kostel zasvěcen sv. Bartoloměji a sv. Markétě. Po opravě kostela byl 5. července 1493 nově zasvěcen sv. Mikuláši.

## Historie

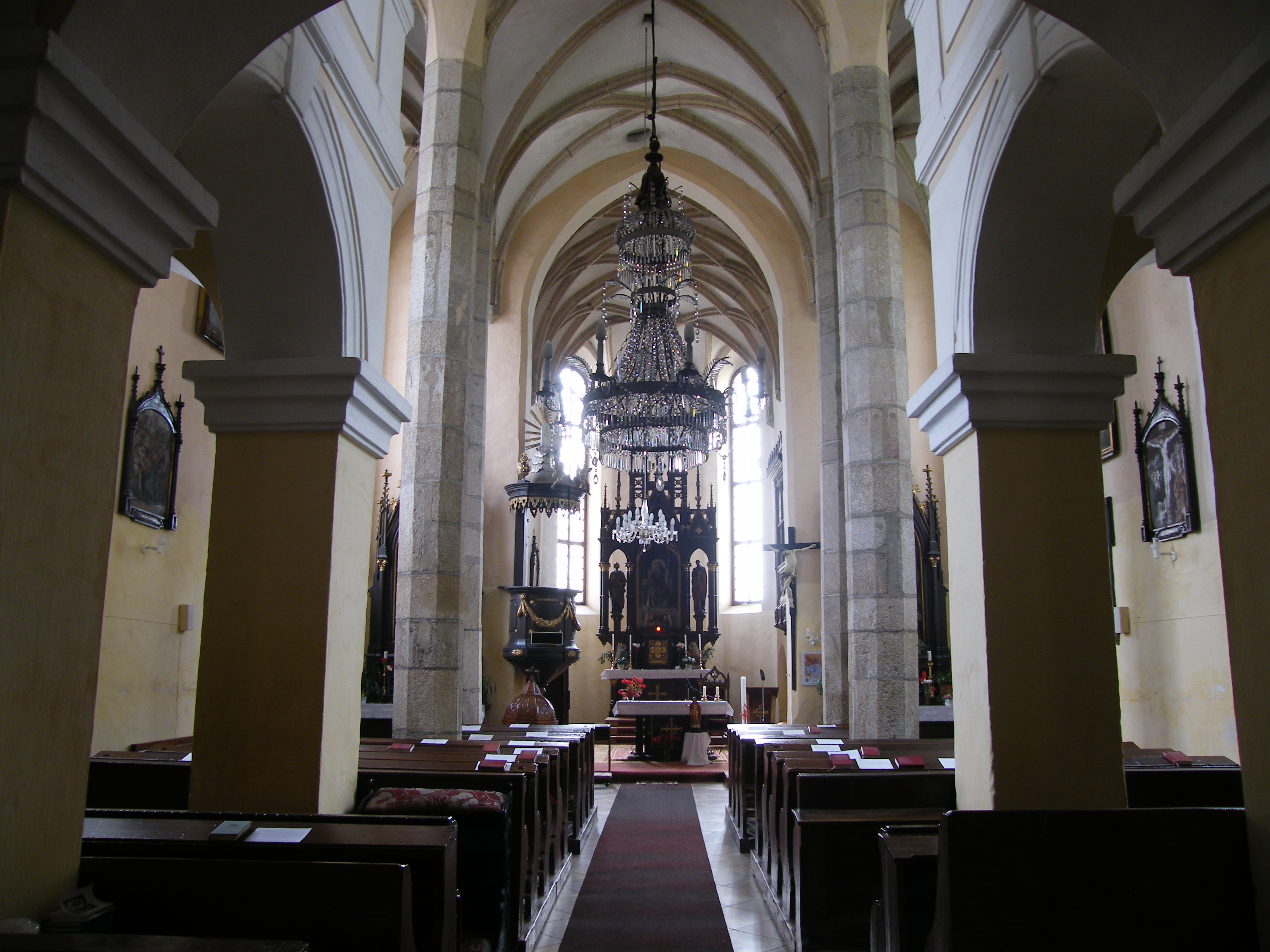
pohled do hlavní lodě

Roku 1362 koupili Rožmberkové od Landštejnů Suchdol spolu s nedalekými Šalmanovicemi. Stalo se tak ještě před získáním třeboňského panství. Roku 1364 dostali bratři Rožmberkové povolení „ecclesiam in Suchdol in parochialem ecclesiam erigere“, což znamená, že byl kostel povýšen na farní. Sloužil tak pro relativně velkou oblast. I přesto, že obec ležela na samotných hranicích a do kostela chodili lidé z obou stran hranice, mše se sloužily v češtině. Na počátku 90. let 15. století došlo k jednání o opravě kostela s Petrem Vokem z Rožmberka, kterému údajně poslal někdo ze suchdolských konšelů dopis, ve kterém sděluje, že obyvatelům se příliš oprava kostela nezamlouvá, protože nemají dost koní na svážení dřeva pro stavbu lešení. K opravení kostela však stejně došlo, což dokazuje memoriální nápis v presbytáři po pravé straně hlavního oltáře, kde se sděluje, že 5. července 1493 došlo k vysvěcení Benediktem z Valdštejna. V této době také došlo k přejmenování na kostel sv. Mikuláše.

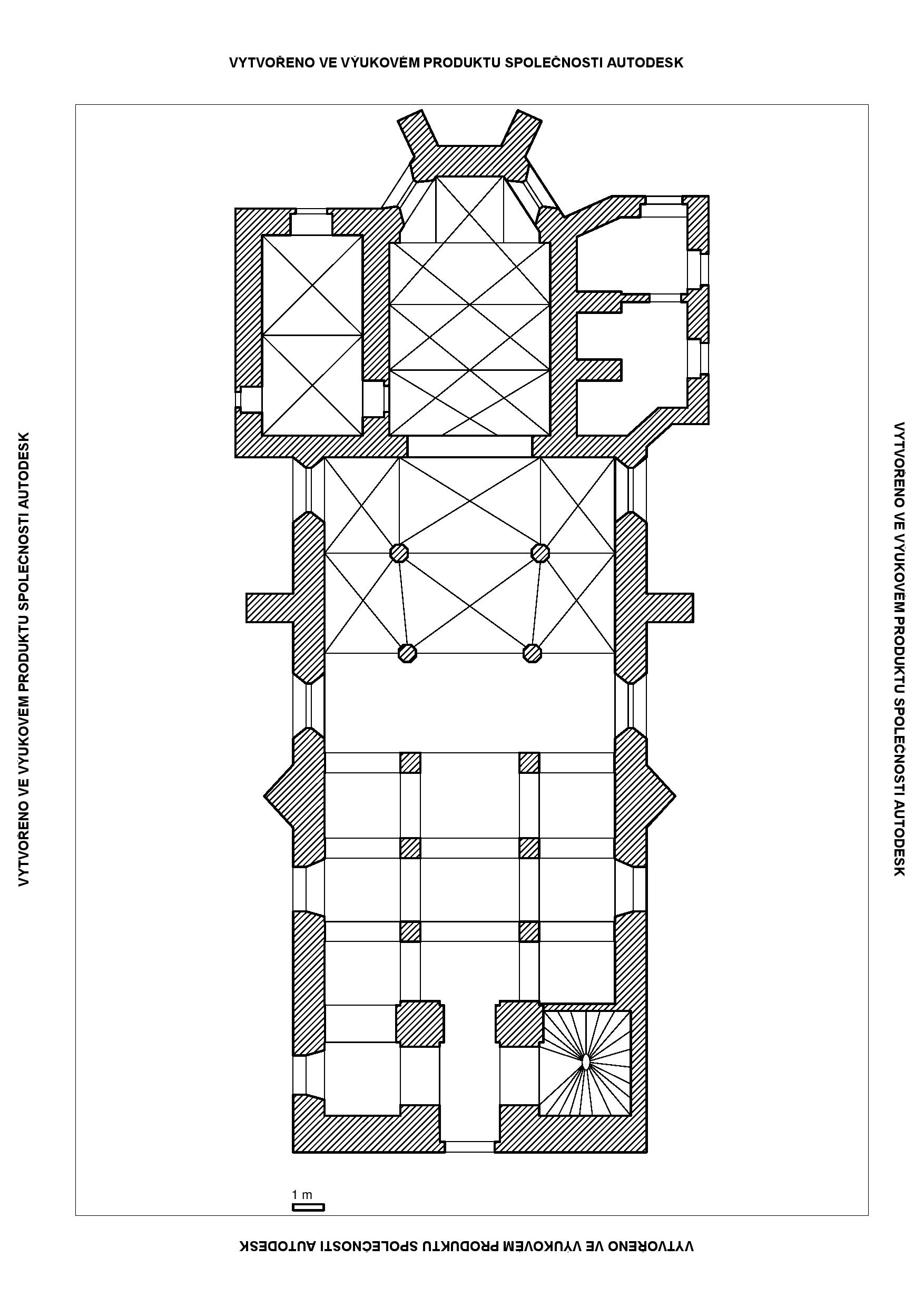
Půdorys kostel sv. Mikuláše (Suchdol nad Lužnicí)

## Stavební vývoj
Původně dvojlodní kostel byl vystavěn v plochostropé formě s jedním středovým pilířem. V 80. – 90. letech 14. století byly do zdí sakristie a kněžiště usazeny kružbové konzoly a výběhy žeber pevně svázané se stěnou. Přesto kostel nebyl zaklenut, zřejmě z toho důvodu, že kameník před dokončením odešel do Českého Krumlova. Presbytář uzavíral dřevěný strop. K zaklenutí došlo v 1. polovině 15. století, kdy byla vložena nynější síťová žlábkovité zdobená klenba bez svorníků. Žebra však nedosedají přesně na klenební výběhy a jsou zakřivena, což je dokladem práce méně schopného kameníka. Konzoly, ze kterých žebra vybíhají, jsou téhož tvaru jako ty, které jsou v křížové klenbě v augustiánském kostele sv. Jiljí a Panny Marie Královny v Třeboni. Je tedy zřejmé, že zde pracovala stejná stavební huť nebo alespoň tato huť znala prostor třeboňského kostela. Hlavní loď pravděpodobně byla nebo měla být uzavřena hvězdovou klenbou na střední podporu a s obkročným řešením při vítězném oblouku, o čemž svědčí připojené opěrné pilíře a zbytky lomených klenebních čel na půdě.
Na konci 15. století bylo nařízeno kostel zrekonstruovat. Původní klenba lodi byla snesena a byly dostavěny dva páry osmibokých pilířů, které přeměnily dispozici kostela na trojlodní. Mezi pilíři bylo rozepjato devět obdélných křížových polí, jejichž vyžlabená žebra vybíhají přímo z pilířů a při stěnách jsou podchycena jehlancovými konzolami. Toto nové trojlodní uspořádání na čtvercovém půdorysu má hlavní loď výrazně širší s ohledem na rozměry vítězného oblouku. Vchod do kostela, který vznikl po rozšíření roku 1820, je v ose západního průčelí. Roku 1855 byl kostel opraven a vydlážděn. Oratoře byly přistavěny v letech 1858 a 1922.

### Věže kostela

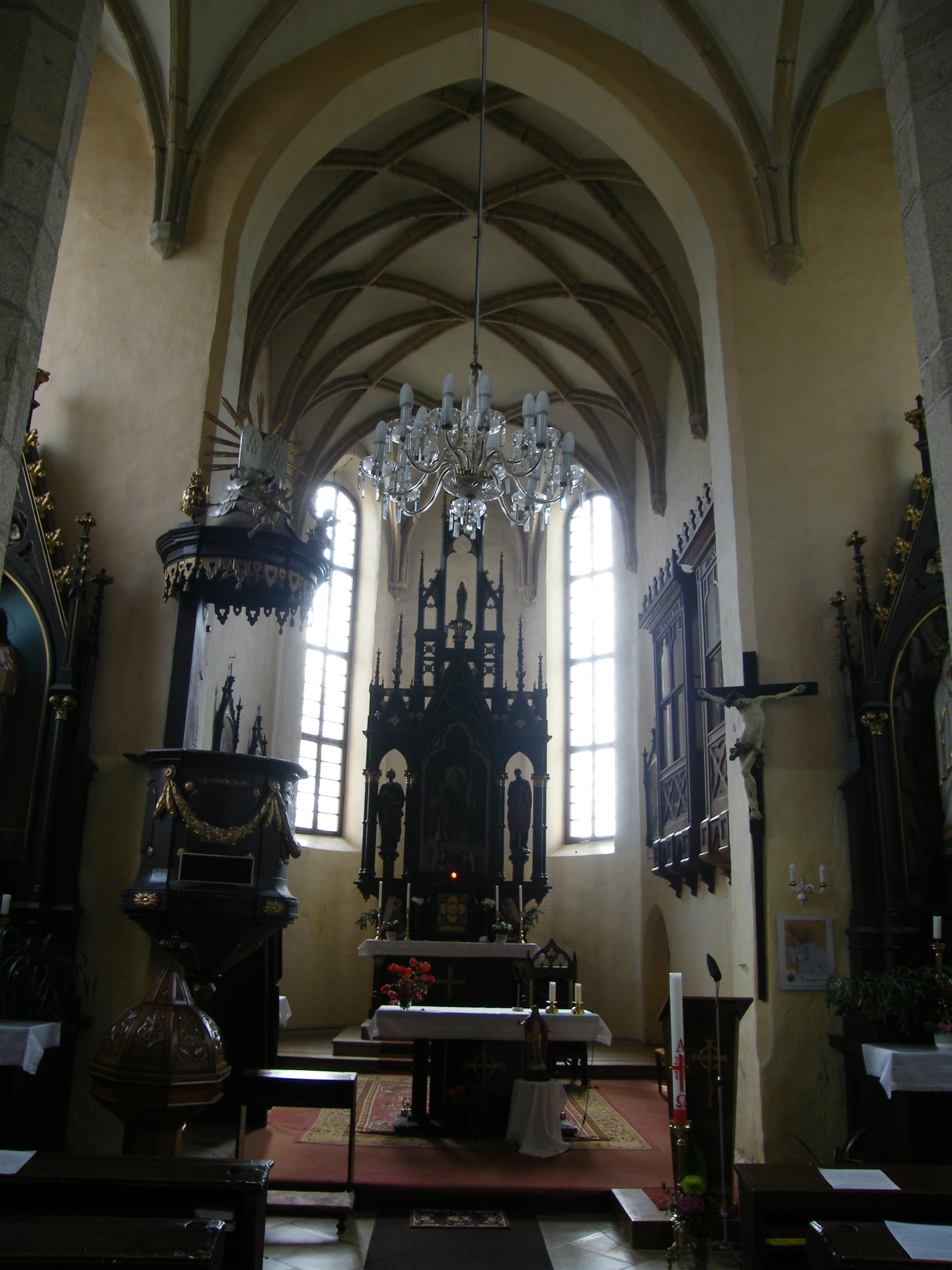
presbytář kostela

Kostel sv. Mikuláše měl zřejmě dvě věže, o čemž svědčí mapa pořízená mezi lety 1500–1550. Menší věž byla postavena u kostela. Do té se ale nevešel zvon, a tak byl postaven také sanktusník nad hlavní lodí, odkud se zvonilo. Tato dřevěná věž byla odstraněna roku 1791, sanktusník pak roku 1814. Roku 1820 byl kostel rozšířen o kruchtu a novou věž v empírovém slohu. Do nové věže byly umístěny 4 zvony, které byly zničeny během první světové války. Zvony byly nahrazeny dvěma jinými, pojmenovanými po světcích sv. Vítu a sv. Václavu, zničenými během druhé světové války. Nyní jsou ve věži dva zvony z let 1861 a 1876.

### Blízké okolí kostela

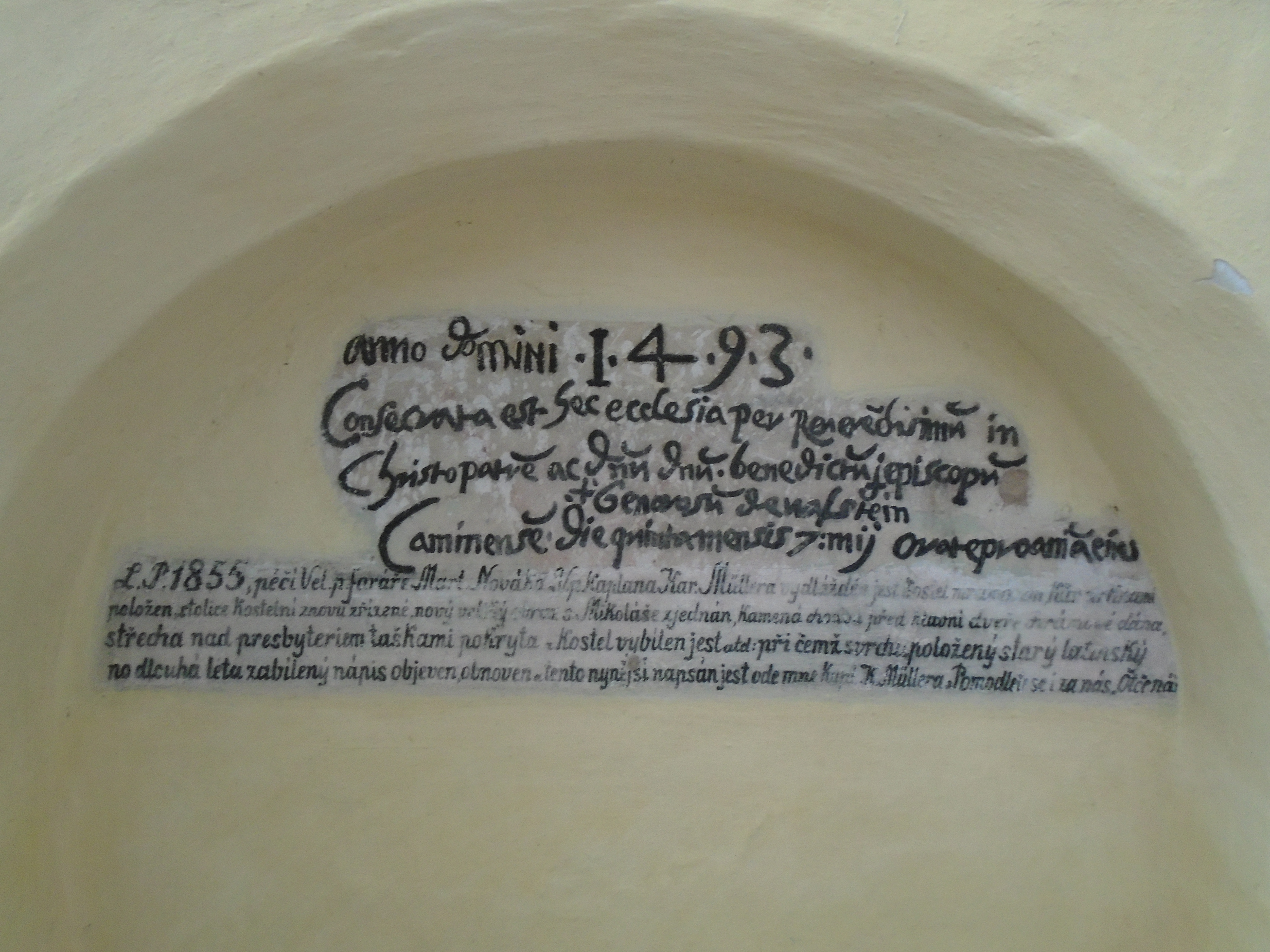
Sanktuář

Ohradní zeď byla postavena kolem celého kostela, roku 1931 byla na severní straně stržena z důvodu uvolnění místa pro komunikaci. Do roku 1787 se také kolem hřbitova pohřbívalo.

## Architektonický popis
Je to trojlodní obdélný síňový kostel s třemi stranami uzavřeným presbytářem, odděleným od hlavní lodi hrotitým vítězným obloukem. Na severním boku leží obdélná sakristie se sedlovým portálem, zatímco na jižním boku leží novogotické oratoře s předsíní.
V presbytáři se nachází gotický sanktuář ve zdi se záznamem o svěcení kostela v roce 1493 a s doplněným zápisem o obnově a opravě kostela v roce 1855. Na severní boční straně jsou zbytky pozdně gotické figurální malby z 15. století. Presbytář o třech polích je zaklenut síťovou žebrovou klenbou, zakončenou na kružbové konzoly. Sakristie je oproti tomu o dvou polích zaklenuta křížovou žebrovou klenbou.

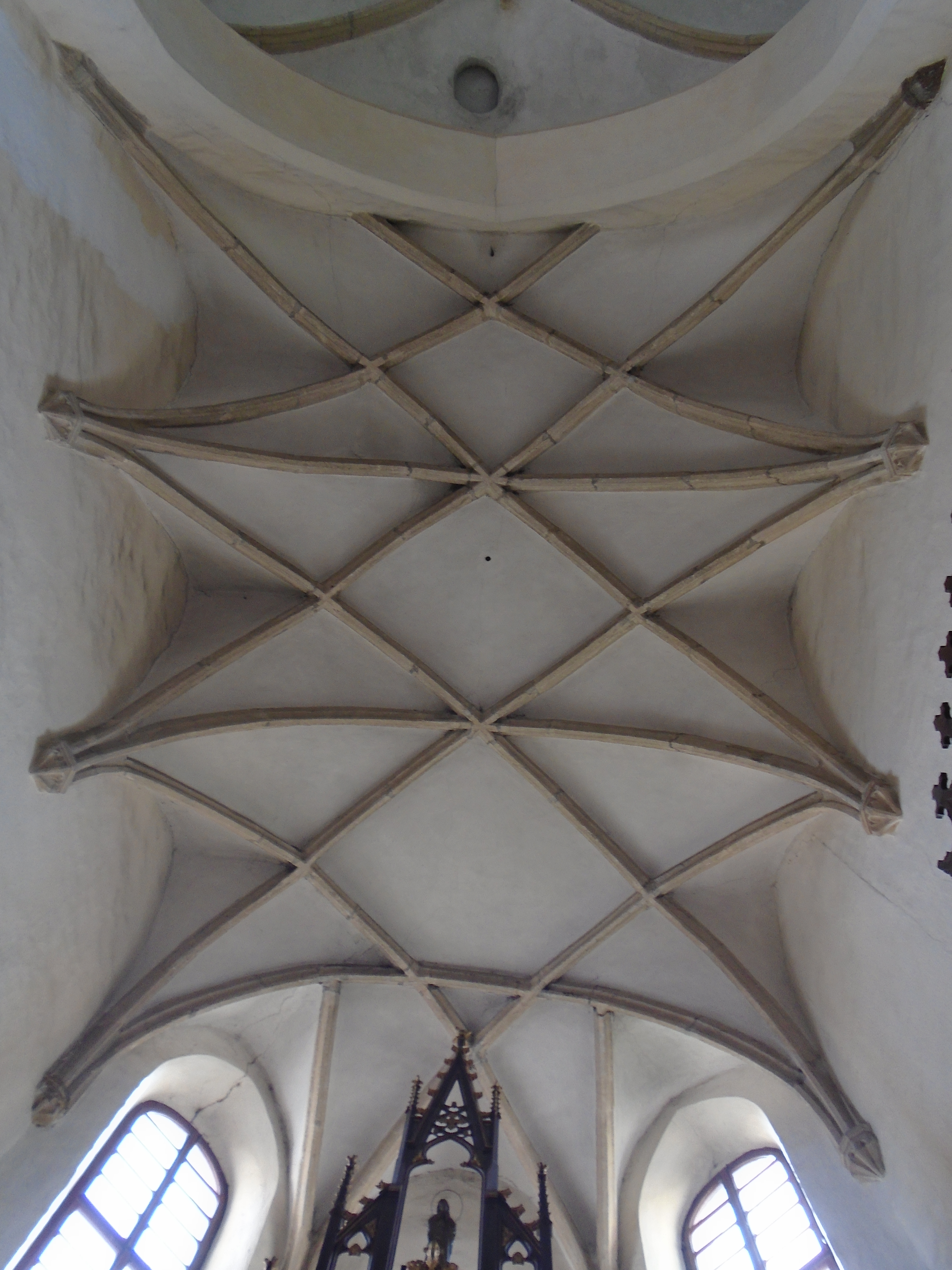
Klenba presbytáře

Hlavní oltář je zdoben obrazem sv. Mikuláše od R. Váchy z roku 1887. Dále jsou zde umístěny sochy sv. Petra a sv. Pavla od J. Kiefergera. Nad obrazem je socha Panny Marie. Postranní oltář Panny Marie Lurdské byl napravo od hlavního oltáře umístěn roku 1908. Roku 1910 byl pořízen druhý oltář Božského srdce Páně, na jehož místě byl dříve oltář sv. Linharta z roku 1820.
Klasicistní kazatelna byla postavena roku 1820. Trojlodí původně čtvercového půdorysu je nyní sklenuto pouze ve východní části, a to dvěma trojicemi polí s křížovou žebrovou klenbou na dva páry osmibokých pilířů. Západní část je kryta plochým stropem, který také nahradil trojici původních kleneb. U vchodu do kostela stojí klasicistně vystavěný kůr, který nesou čtyřboké masivní pilíře s arkádami. Strop pod kůrem není klenutý. Na kůr lze vyjít točitým schodištěm. Původní gotická okna měla hrotitý tvar. Nyní jsou zbarokizována s kulatým obloukem. Lomené oblouky se dochovaly v části presbytáře.

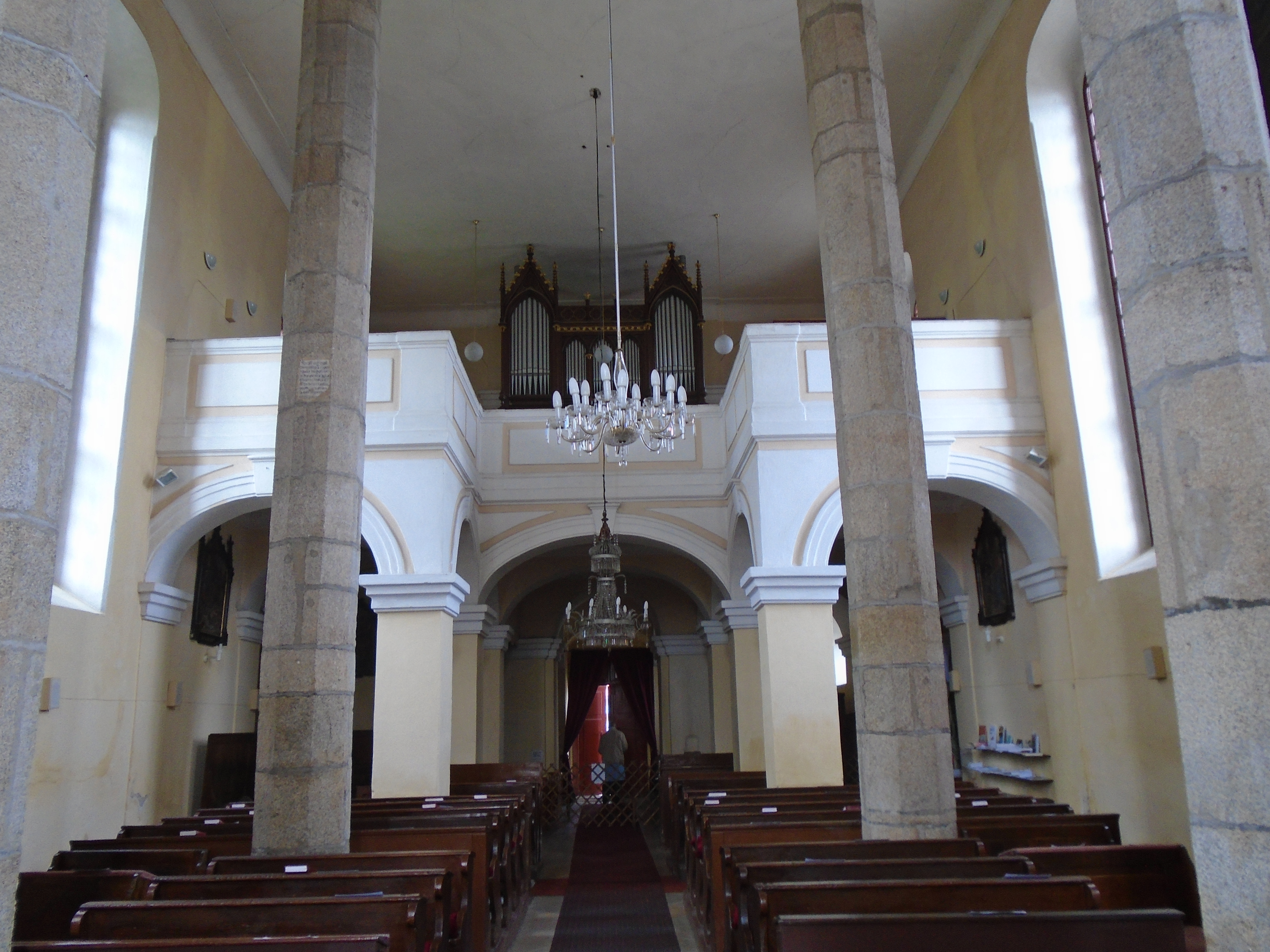
západní část hl. lodě

Z exteriéru kostela lze poznat gotickou původní část a dostavěnou klasicistní. Dostavěná část obsahuje klasicistní věž, která je umístěna nad vchodem. Portál je jednoduchý se supraportou. Je zde barevně naznačen vlys, který je v horní části ohraničený hranolovými konzolami podporujícími římsu s trojúhelníkovým tympanonem. Ve východní části a u presbytáře se nachází opěráky. Otvory na okna u presbytáře si dochovaly lomený oblouk, rám je však zakulacený bez kružeb.

## Suchdolská Madona
V kostele se také nacházela dřevěná socha Madony z roku 1410, která je dnes umístěna v Alšově jihočeské galerii. Nejspíše byla zhotovena v některé pražské dílně. Na levém boku drží Ježíška, který svírá jablko, čímž napodobuje motiv plzeňské Madony z roku 1390 umístěné v katedrále svatého Bartoloměje. Dále může připomínat toruňskou Madonu z roku 1400, a to typem hlavy s vysokou korunou. Plášť Suchdolské Madony je řešen zrcadlovým převrácením šatu Plzeňské a Krumlovské Madony. Zhotovena je z lipového dřeva a její výška je 114 cm.

## Zajímavost
Na pilířích se nachází kamenická značka kameníka, který okolo roku 1485 budoval emporu kostela v Trhových Svinech.